# Kallang
Kallang (/kɑːlɑːŋ/; tiếng Trung: 加冷, tiếng Tamil: காலாங்) là một khu vực quy hoạch và khu dân cư nằm ở Vùng Trung tâm của Singapore.